# Дорога в АТО
«Дорога в АТО» — 9-й студійний альбом українського рок-гурту Сокира Перуна, випущений 29 квітня 2018 року.
Альбом був офіційно завершений 24 січня 2018 року. Завершальні рядки для основної композиції «З варязьких лісів...» записав Варгот — учасник гурту Nokturnal Mortum. Анонс нового альбому відбувся напередодні фестивалю «Сокира Перуна ХХ», який пройшов 29 квітня у столичному клубі «Bingo». Презентація альбому була доповнена виходом однойменної документальної стрічки «Дорога в АТО», яка вийшла 14 червня 2018 року. Це документальне відео, засноване на подіях травня 2017 року, відображає маршрут Київ-Новогродівка-Авдіївка-Красногорівка-Мар'їнка-Бердянське-Широкине.

## Список композицій
| #     | Назва                            | Тривалість |
| ----- | -------------------------------- | ---------- |
| 1.    | «Intro»                          | 02:16      |
| 2.    | «Вершники грому»                 | 05:54      |
| 3.    | «Богдане (кавер на Whites Load)» | 04:59      |
| 4.    | «Дорога в АТО»                   | 06:25      |
| 5.    | «Я син України»                  | 03:49      |
| 6.    | «Навиліт»                        | 06:29      |
| 7.    | «Лугандон»                       | 03:23      |
| 8.    | «Лютий птах»                     | 04:33      |
| 9.    | «Ріж та рубай»                   | 02:55      |
| 10.   | «З варязьких лісів»              | 06:18      |
| 11.   | «Немає меж»                      | 05:25      |
| 52:26 |                                  |            |

## Склад гурту на момент запису
- Арсеній Білодуб — вокал
- Володимир Білоцерківський — ударні
- Юрій «Борода» Харенко — гітара
- Артур Ревякін — бас
- Макс Фіткалов — гітара, бас